# Send the Pain Below
"Send the Pain Below " é uma música da banda americana Chevelle, lançada como o segundo single de seu segundo álbum Wonder What's Next . Ela é considerada a mais bem-sucedida do grupo, tendo alcançado o primeiro lugar na parada Modern Rock Tracks em 5 de julho de 2003 por 1 semana e permaneceu nela por 36 semanas; depois, alcançou a primeira posição na parada Mainstream Rock Tracks por uma semana. e posteriormente, em 12 de julho de 2003, permaneceu por 4 semanas não consecutivas e no geral por 35 semanas. Ela alcançou a posição 65 na Billboard Hot 100, onde ficou um ponto abaixo do sucesso anterior "The Red ", na posição 56.. 
O videoclipe da música, dirigido por Jeff Richter, mostra um snowboarder e suas dificuldades um desempenho perfeito. A banda é vista tocando a música em um quarto escuro e gelado, com a respiração criando vapor no ar frio. 
A música foi incluída no jogo Donkey Konga 2 lançado em 2004 para Nintendo GameCube. 

## Gráficos
| Gráfico (2003)                      | Pico </br> posição |
| ----------------------------------- | ------------------ |
| Billboard Hot 100 EUA               | 65                 |
| Billboard Modern Rock Tracks EUA    | 1                  |
| US Billboard Mainstream Rock Tracks | 1                  |